# خوش‌ییلاق
خوش‌ییلاق، روستایی است از توابع شهرستان آزادشهر در استان گلستان ایران.
استان گلستان، شهرستان آزادشهر، بخش چشمه ساران، دهستان چشمه ساران، روستای خوش ییلاق
خوش ییلاق، روستایی است از توابع شهرستان آزادشهر در استان گلستان ایران. این روستا در دهستان چشمه‌ساران قرار دارد. شغل مردم این روستا کشاورزی و دامپروری است.این روستا با قابلیت های فراوان گردشگری و توریستی متاسفانه عاری از هرگونه امکانات رفاهی برای ساکنین و مسافران می باشد. این منطقه از جمله نخستین مناطق مورد حفاظت در ایران است که از سال 1346 حفاظت شده اعلام گردید و از سال 1351 عنوان آن به پناهگاه حیات وحش تغییر یافته است . پناهگاه حیات وحش خوش ییلاق در شمال شرقی شهرستان شاهرود واقع گردیده که در مختصات جغرافیایی بین طول های شرقی َ13 و ْ55 تا َ54 و 55 و عرضهای شمالی َ38 و 36 تا َ03 و ْ37 با وسعت 150057 هکتار قرار دارد . تنها راه دستیابی به این مناطق جاده ی آسفالته ی آزادشهر- شاهرود،خط ارتباطی بین استان گلستان و استان سمنان می باشد.که دراین جاده پس ازطی30کیلومترارآزادشهربه منطقه ی حاجی آباد،سپس در ادامه با طی12کیلومتر به تیل آباد و درنهایت باگذراندن18کیلومتردیگر درهمین مسیربه روستای خوش ییلاق می رسیم.
سیمای طبیعی منطقه: به طور کلی منطقه خوش ییلاق را میتوان به دو بخش دشتی و کوهستانی تقسیم بندی نمود . منطقه به سبب وجود چشم اندازهای طبیعی و تنوع اکوسیستمی زیاد از جنگل کوهستانی مرطوب خزری تا دشت خشک و بیابانی که تنوع زیستی ویژه و ارزشمندی در گستره ای نسبتاًمحدود و اندک پدید آورده است میتواند در زمره بی نظیرترین پناهگاه حیات وحش ایران به حساب آید . 
پوشش گیاهی منطقه: دشت زردابه در مرکز پناهگاه زیباترین دشت منطقه با گل ها و گیاهان جالب یکی از مهمترین زیستگاه وحوش به شمار می آیند . از عمده ترین چشم اندازهای دیگر میتوان از دره گل سرخ واقع در شرق دشت زردابه به لحاظ پوشش گیاهی مرتعی و جنگلهای اولنگ و ملیچ آرام با برخورداری از پوشش گیاهی کاملاً متفاوت با سایر زیستگاههای خوش ییلاق که دارای منظره ای بدیع از درختان بلوط و گیاهان جنگلی هیرکانی است نام برد. مناطق استپی که نواحی شرقی منطقه را تشکیل میدهند گونه هایی مانند قیچ – درمنه دشتی – ریش بز و گیاهان شور وجود دارند . به طور کلی گیاهان علاوه بر تامین غذا برای سایر جانوران در امر حفاظت خاک و حفظ قدرت باروری آن ، تنظیم سطح زیاد آبهای زیرزمینی و کنترل سیلابها و مسیر حرکت آن ، تعدیل اقلیم ، کاهش آلاینده های محیطی و … نیز سهم بسزایی دارند . 
حیات وحش منطقه: مشاهده گونه های شاخص همچون مرال ، شوکا ،پلنگ، خرس قهوه ای در جنگلهای انبوه و کوهستانی مرطوب خزری و سپس با طی مسافتی اندک بازدید از زیستگاه آهو و هوبره در مناطق پست بیابانی جنوب منطقه از جاذبه های توریستی بالای منطقه محسوب میگردد . پناهگاه حیات وحش خوش ییلاق در کل بر مبنا مشاهدات دارای 29 گونه پستاندار ، 93 گونه پرنده ، 25 گونه خزنده و 5 گونه دوزیست می باشد. عمده ترین پستانداران منطقه شامل مرال ، شوکا ، کل و بز ، قوچ و میش ، آهو ، گراز ، خرس قهوه ای ، گربه پالاس ، پلنگ و انواع گربه های وحشی ، گرگ ، شغال ، روباه معمولی ، کفتار ، رودک، خرگوش ، تشی و انواع جوندگان و … می باشد . از مهمترین پرنده‌گان میتوان از پرندگان شکاری نظیر عقابها ، بالابان ، بحری ، شاهین ، هوبره ، چاق لق ، بلدرچین، کبک ، تیهو ، هد هد ، شاه بوف ، جغد ، چکاوک ، سینه سرخ و … را نام برد . از کفچه مار ، مار افعی، مارجعفری ، مارشاخدار ایرانی ، تیرمار ، مار آتشی ، مار پلنگی ، گرزه مار و انواع آگاماها ، بزمچه بیابانی خزری و لاک پشت خشکی زی نظیر لاک پشت مهمیزدار شرقی و … را می توان به عنوان نمونه هایی از خزندگان منطقه نام برد . از دوزیستان منطقه میتوان به وزغ سبز تورانی ، وزغ معمولی ، وزغ سبز خراسانی ، قورباغه درختی و … اشاره نمود . 
عمده ترین ارزش ها و قابلیت های طبیعی: این پناهگاه به لحاظ شرایط جغرافیایی و زیستی و برخورداری از پوشش گیاهی و جانوری متنوع قابلیت بالایی در امر پژوهش ، آموزش ، تفرج و … را دارد . همچنین به لحاظ چشم انداز دارای زیباترین مناظر دشتی( دشت زردابه ) و جنگلی ( جنگلهای ارتفاعات اولنگ ) می باشد که وجود مناظر بسیار زیبای طبیعی و چشم اندازهای جالب و متنوع گونه های فلور گیاهی و فون جانوری زمینه های مناسبی جهت جذب بازدید کنندگان ، پژوهشگران و محققان را دارا می باشد .

## جمعیت
این روستا در دهستان چشمه‌ساران قرار دارد و بر اساس سرشماری مرکز آمار ایران در سال ۱۳۸۵، جمعیت آن ۳۶۲ نفر (۹۲ خانوار) بوده‌است.